# Kostel svatého Pavla a Ludvíka
Kostel svatého Pavla a Ludvíka (fr. Église Saint-Paul-Saint-Louis) je katolický farní kostel ve 4. obvodu v Paříži, v ulici Rue Saint-Antoine. Kostel je zasvěcen světcům Pavlovi z Tarsu a svatému Ludvíkovi.

## Historie
První svatyně věnovaná svatému Pavlovi Thébskému v těchto místech byla kaple Saint-Paul-des-Champs (sv. Pavel v Polích) postavená asi 632-642 uprostřed obdělávaných polí v úrovni současného domu č. 30-32 na rohu ulic Rue Saint-Paul a Rue Neuve-Saint-Pierre. Byla to hřbitovní kaple kláštera sv. Eligia založeného pro jeptišky v prostoru dnešního Justičního paláce svatým Eligiem a Dagobertem I. Kaple byla později přeměna na kostel zasvěcený Pavlovi z Tarsu, který se stal v roce 1125 farním kostelem. Ten byl v 15. století přestavěn, poté byl prodán a v roce 1796 zbořen, později zde byla postavena ulice Rue Neuve-Saint-Pierre.
Základní kámen současného kostela položil král Ludvík XIII. v roce 1627. Kostel byl určen pro Profesní dům jezuitů v sousedství. Jeho první název byl kostel Saint-Louis de la maison professe des Jésuites.
První mši slavil kardinál Richelieu dne 9. května 1641. V kostele kázal i Jacques-Bénigne Bossuet. V letech 1688-1698 zde byl hudebním mistrem Marc-Antoine Charpentier, působili zde i André Campra a Louis Marchand.
Když Pařížský parlament v roce 1762 vyhnal jezuity z Francie, daroval kostel kanovníkům kláštera Sainte-Catherine-du-Val-des-Écoliers.
Dne 2. září 1792 bylo v kostele zabito pět kněží během tzv. zářijových masakrů. Během Velké francouzské revoluce sloužil kostel jako chrám Rozumu. Katolické bohoslužby zde byly obnoveny v roce 1802. Kostel byl vedle svatého Ludvíka zasvěcen i svatému Pavlovi na památku zničeného kostela Saint-Paul-des-Champs a pokračoval ve funkci farního kostela.
V kostele byla pokřtěná v roce 1626 Marie de Sévigné. Dne 15. února 1843 zde měla svatbu dcera Victora Huga Léopoldine.

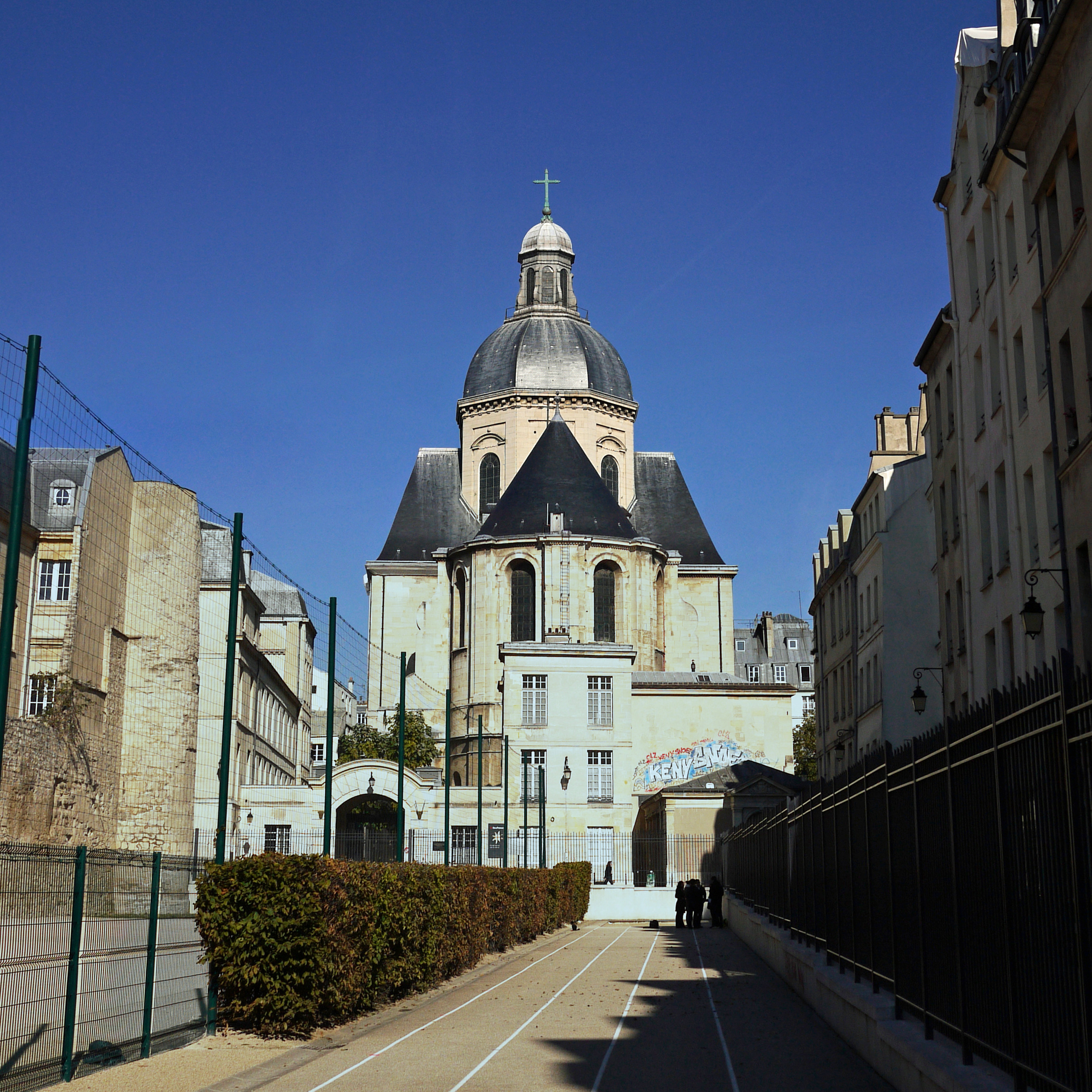
Kopule a apsida kostela

## Architektura
Z rozhodnutí Ludvíka XIII. navrhli jezuitští architekti Étienne Martellange (1569–1641) a François Derand (1590–1644) novostavbu s využitím středověkého zdiva. Kostel je trojlodní jezuitská bazilika, inspirovaná římskými stavbami se zachováním francouzských tradic. Zřetelná je podobnost s kostelem Gesù v Římě. Liší se jen proporce, pařížský kostel je širší a delší. Půdorys je trojlodím tvořeným širokou hlavní lodí zaklenutou plackami a postranními loděmi s navzájem průchozími kaplemi a emporami nad nimi, s kupolí nad křížením, přesně jako má římský Il Gesù. Poněkud upravené formy latinského kříže francouzských kostelů se projevují protaženým transeptem. Ten je v tomto případě jen mírně vystouplý jako malé apsidy. Vysoká okna umožňující vstup bohatého světla a kupole nad transeptem také připomínají italskou architekturu. Naopak výškové proporce (kupole je vysoká 55 metrů) více ukazuje na tradici francouzské gotického umění.

### Exteriér
Fasáda je trojetážová a trojosá, členěná dvojicemi sloupů, má typický rozvrh raně barokního římského chrámu Vignolova typu. Její převýšení a klasicizující způsob výzdoby je typicky pařížský, ale může připomenout také architekturu v Nizozemsku. Hlavním inspiračním zdrojem mohla být fasáda kostela svatého Gervásia a Protásia, kterou postavil v roce 1618 Salomon de Brosse. Má shodné tříetážové průčelí flankované korintskými sloupy.

### Interiér
- Renesanční sousoší Piety vytvořil Germain Pilon(1586), sochař královských náhrobků
- Oltářní obraz Kristus v zahradě Getsemanské namaloval Eugène Delacroix
- Reliéf Kristus se dvěma poutníky v Emauzích
- Varhanní skříň velkých varhan z roku 1867 je chráněná jako historická památka.
- Pamětní tabulka připomíná masakr zavraždění pěti zdejších kněží 2. - 9. září 1792 za Velké francouzské revoluce
- Na druhém pilíři mezilodní arkády po pravé straně hlavní lodi je kuriózní, téměř setřený nápis République française ou la mort (Francouzská republika nebo smrt), z období Pařížské komuny.

- V sakristii visí Obraz Ukřižování Krista od Philippa de Champaigne, přenesený ze zbořené vězeňské kaple v Bastille
- V jezuitské kryptě jsou pohřbeni členové řádu i jeho příznivci

## Zajímavosti
- V roce 1694 zde měla premiéru Messe de Minuit pour Noël
- Victor Hugo sem v románu Bídníci situoval svatbu Maria s Cosettou.

## Galerie

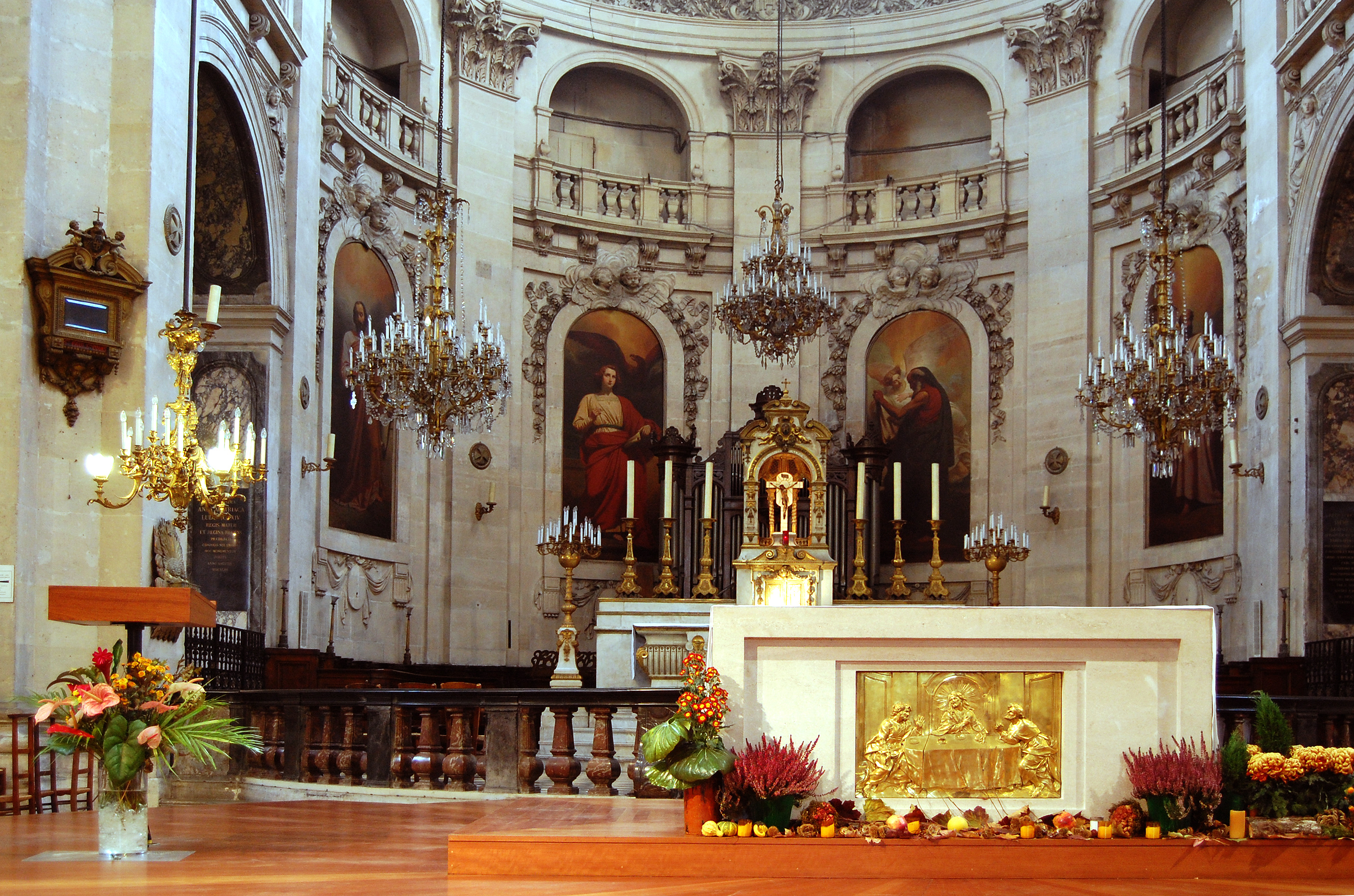
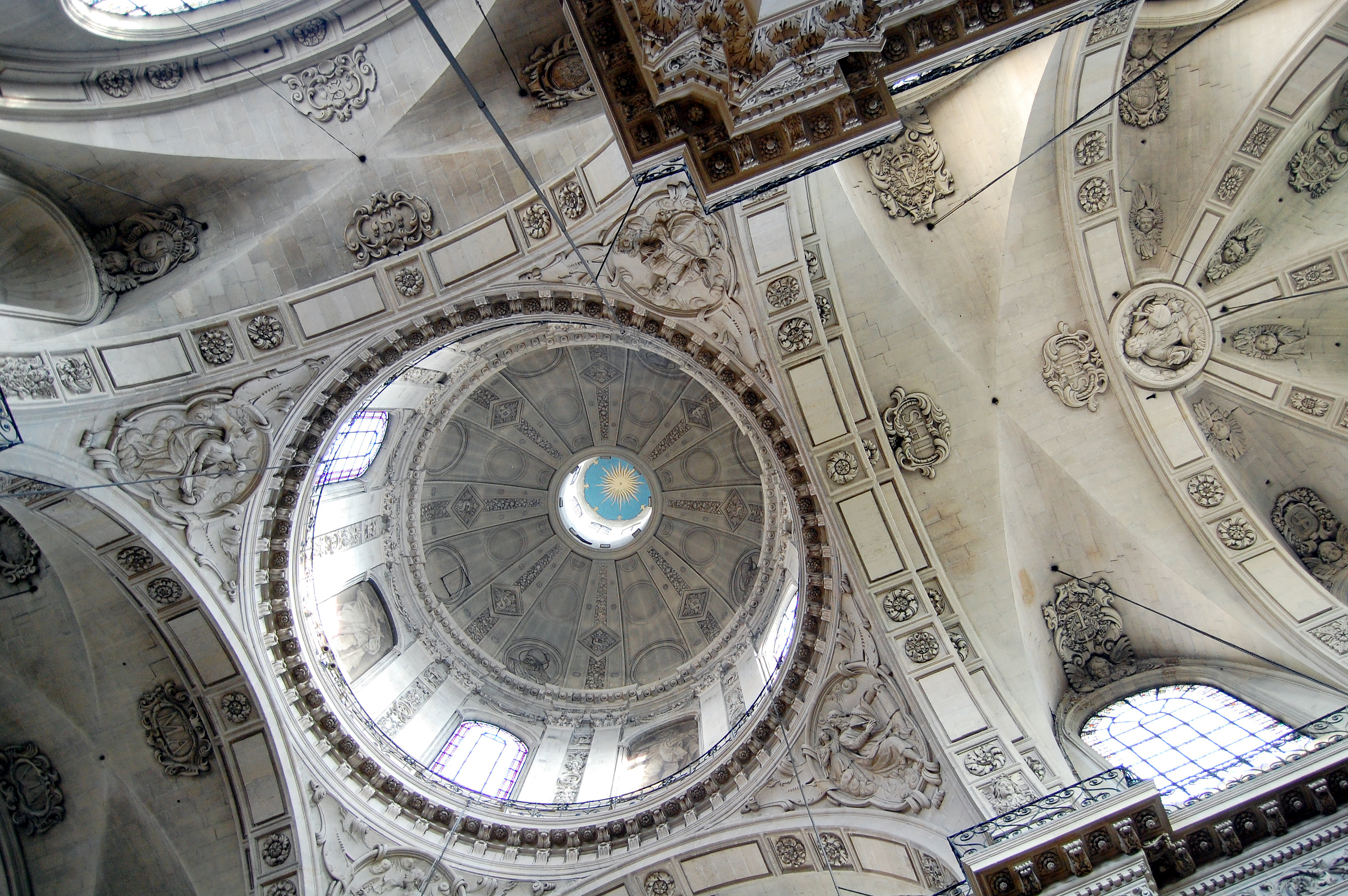
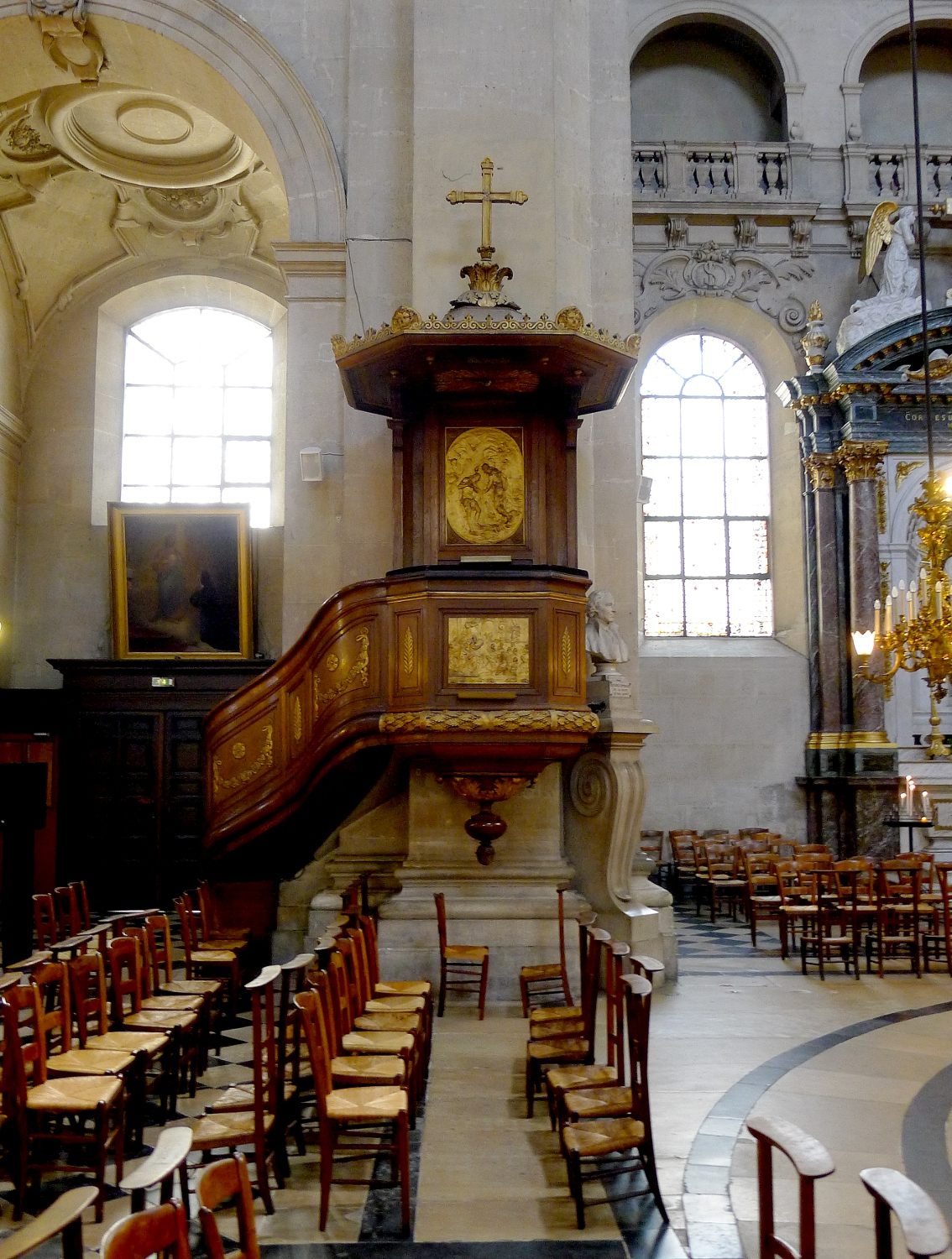
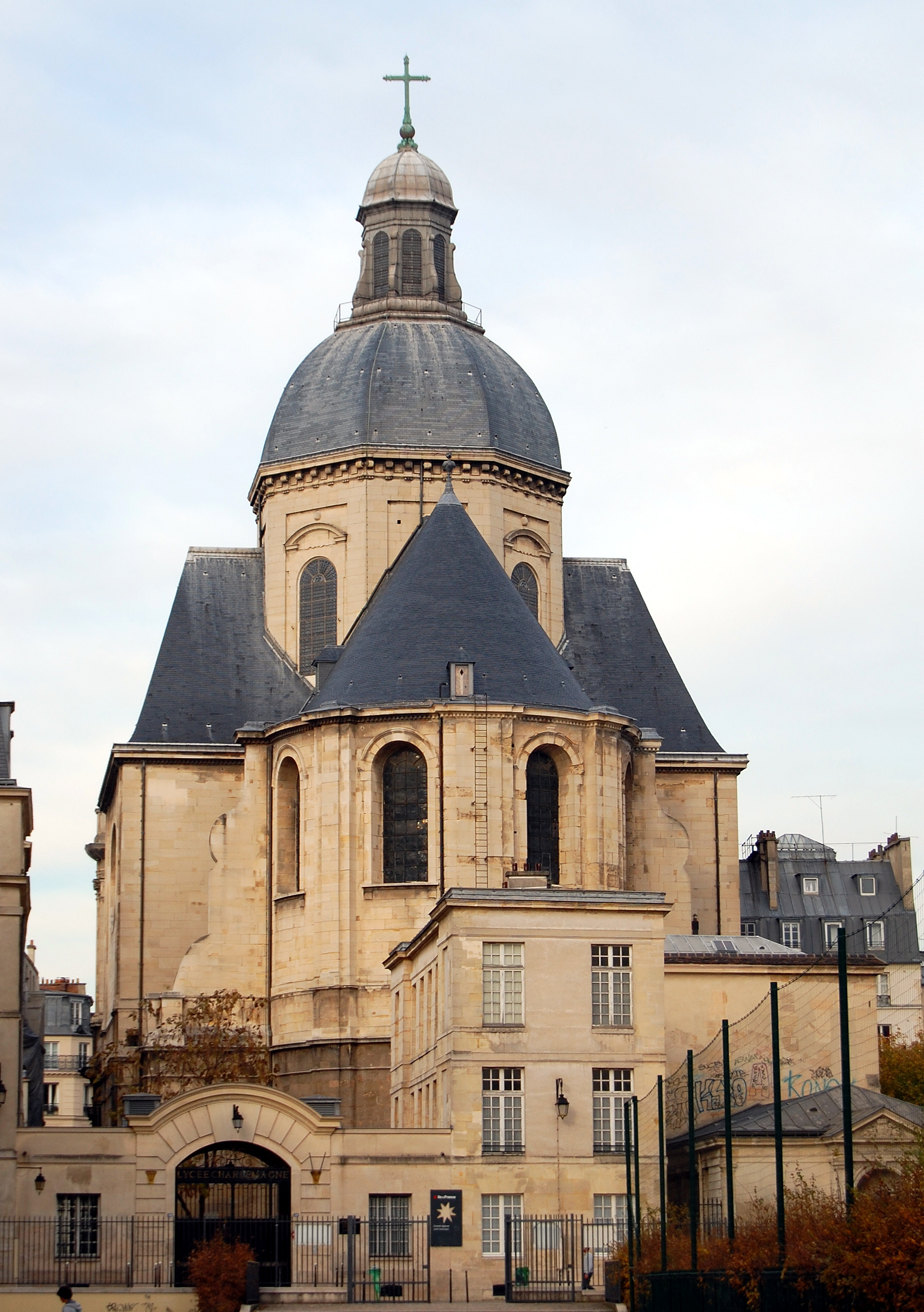
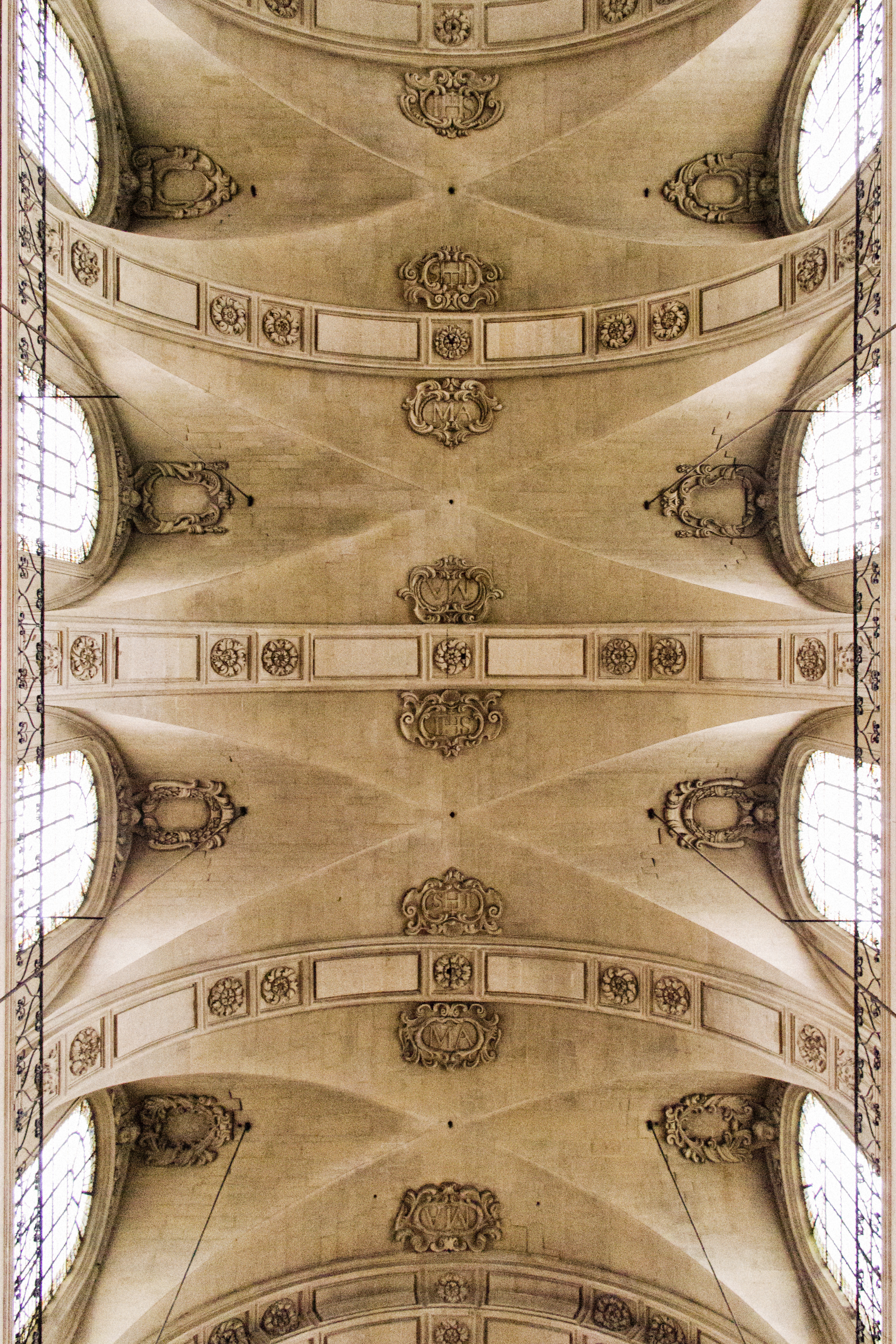
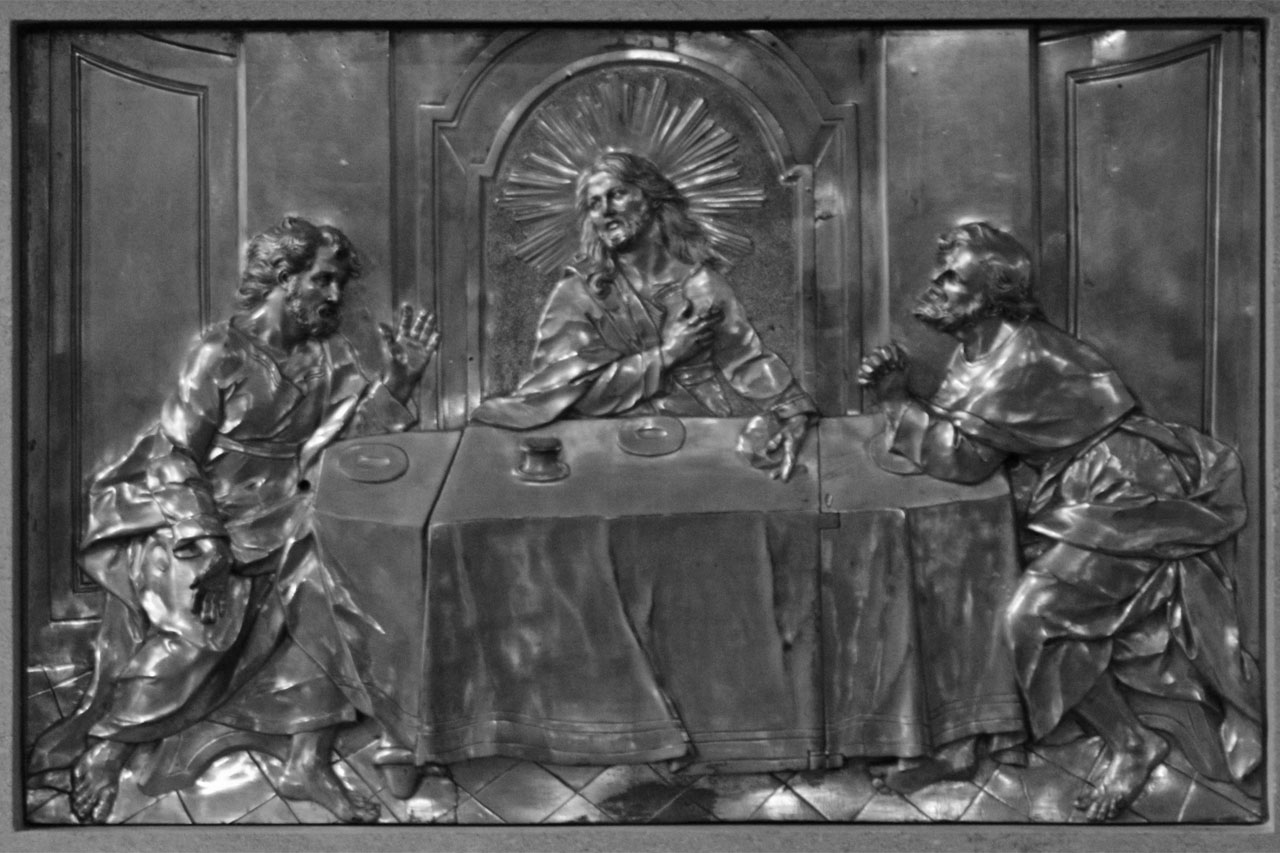